# Добряни (Стрийська міська громада)
Добря́ни — в Україні, у Стрийській міській територіальній громаді Стрийського району Львівської області. Населення становить 1822 особи.

## Географія
Село Добряни розташоване на лівому березі річки Стрий, правої притоки Дністра (басейн Чорного моря), за 67 км від обласного центру.

## Історія
Збирач фольклорних та етнографічних матеріалів Галицької Русі Яків Головацький писав: «…недалеко від Стрия у Добрянах викопано з глибини у півтора сажня срібний гріш царя Трояна, вогнище та черепки глечиків…».
Точної дати заснування села не встановлено, але в стародавніх спогадах історії Стрия та інших джерелах є згадки про село Добряни, датовані XIV століттям.

## Політика

### Парламентські вибори, 2019
На позачергових парламентських виборах 2019 року у селі функціонувала окрема виборча дільниця № 461450, розташована у приміщенні будинку культури.
Результати
- зареєстровано 1470 виборців, явка 64,42%, найбільше голосів віддано за партію «Голос» — 23,34%, за «Слугу народу» — 22,60%, за «Європейську Солідарність» — 18,69%.[5] В одномандатному окрузі найбільше голосів отримав Андрій Гергерт (Всеукраїнське об'єднання «Свобода») — 23,38%, за Володимира Наконечного (Слуга народу) — 17,43%, за Андрія Кота (самовисування) — 12,43%[6].

## Населення
За даними всеукраїнського перепису населення 2001 року у селі мешкало 1822 особи.
Мова
Розподіл населення за рідною мовою за даними перепису 2001 року був наступним:
| українська | 1813 | 99,51 |
| російська  | 9    | 0,49  |

## Релігія
У селі є греко-католицька громада, яка належить до парафії Святого великомученика Дмитрія Добрянського деканату Стрийської єпархії УГКЦ.

## Спорт
В селі є футбольна команда Січ, заснована 1924 року. В 1950 році команда Добрян взяла Кубок України серед сільських команд.

## Пам'ятки
- Пам'ятник Тарасові Шевченку[d] (1992, скульптор Володимир Одрехівський);

## Відомі люди
- Петрушевич Антоній Степанович (1921–1913) — український історик, мовознавець.